# Liolaemus lutzae
Espèce
Statut de conservation UICN

 VU A1c+2c : Vulnérable
Liolaemus lutzae est une espèce de sauriens de la famille des Liolaemidae.

## Répartition
Cette espèce est endémique de l'État de Rio de Janeiro au Brésil.

## Description
C'est un saurien ovipare.

## Étymologie
Cette espèce est nommée en l'honneur de Bertha Lutz.

## Publication originale
- Mertens, 1938 : Bemerkungen über die brasilianischen Arten der Gattung Liolaemus. Zoologischer Anzeiger, vol. 123, p. 220-222.